# Front by Front
Front by Front är ett musikalbum av den belgiska EBM-gruppen Front 242, utgivet den 28 oktober 1988. Musikvideon till låten "Headhunter v3.0" regisserades av Anton Corbijn. År 1992 utgavs en ny utgåva av albumet som inkluderar en ny version av "Headhunter" samt hela EP:n Never Stop!.

## Låtförteckning
| Nr           | Titel                                              | Längd |
| ------------ | -------------------------------------------------- | ----- |
| 1.           | Until Death (Us Do Part)                           | 4:30  |
| 2.           | Circling Overland                                  | 4:43  |
| 3.           | Im Rhythmus Bleiben                                | 4:14  |
| 4.           | Felines                                            | 3:34  |
| 5.           | First In/First Out                                 | 3:52  |
| 6.           | Blend the Strengths                                | 3:13  |
| 7.           | Headhunter v3.0                                    | 4:45  |
| 8.           | Work 01                                            | 3:28  |
| 9.           | Terminal State                                     | 4:09  |
| 10.          | Welcome to Paradise v1.0 (bonusspår på CD-utgåvan) | 5:18  |
| Total längd: | Total längd:                                       | 41:46 |

| 11.          | Headhunter v1.0         | 5:01  |
| 12.          | Never Stop! v1.0        | 3:56  |
| 13.          | Work 242 N.Off is N.Off | 5:18  |
| 14.          | Agony (Until Death)     | 2:43  |
| 15.          | Never Stop! v.1.1       | 4:24  |
| 16.          | Work 242                | 6:29  |
| Total längd: | Total längd:            | 69:37 |